# Terra da Gente (revista)
A revista Terra da Gente foi uma publicação mensal brasileira da Terra da Gente Produções, uma empresa do Grupo EPTV. A jornalista Liana John foi uma das criadoras da revista onde atual como diretora executiva de março de 2004 a abril de 2010. A veiculação da revista existiu de março de 2004 a dezembro de 2014.
A revista era dedicada à fauna e à flora de todo o planeta. Possuía também colunas sobre questões climáticas, sustentabilidade e produtos de livros, revistas e afins que também apresentem o foco no meio ambiente.